# Gastronomía de Finlandia

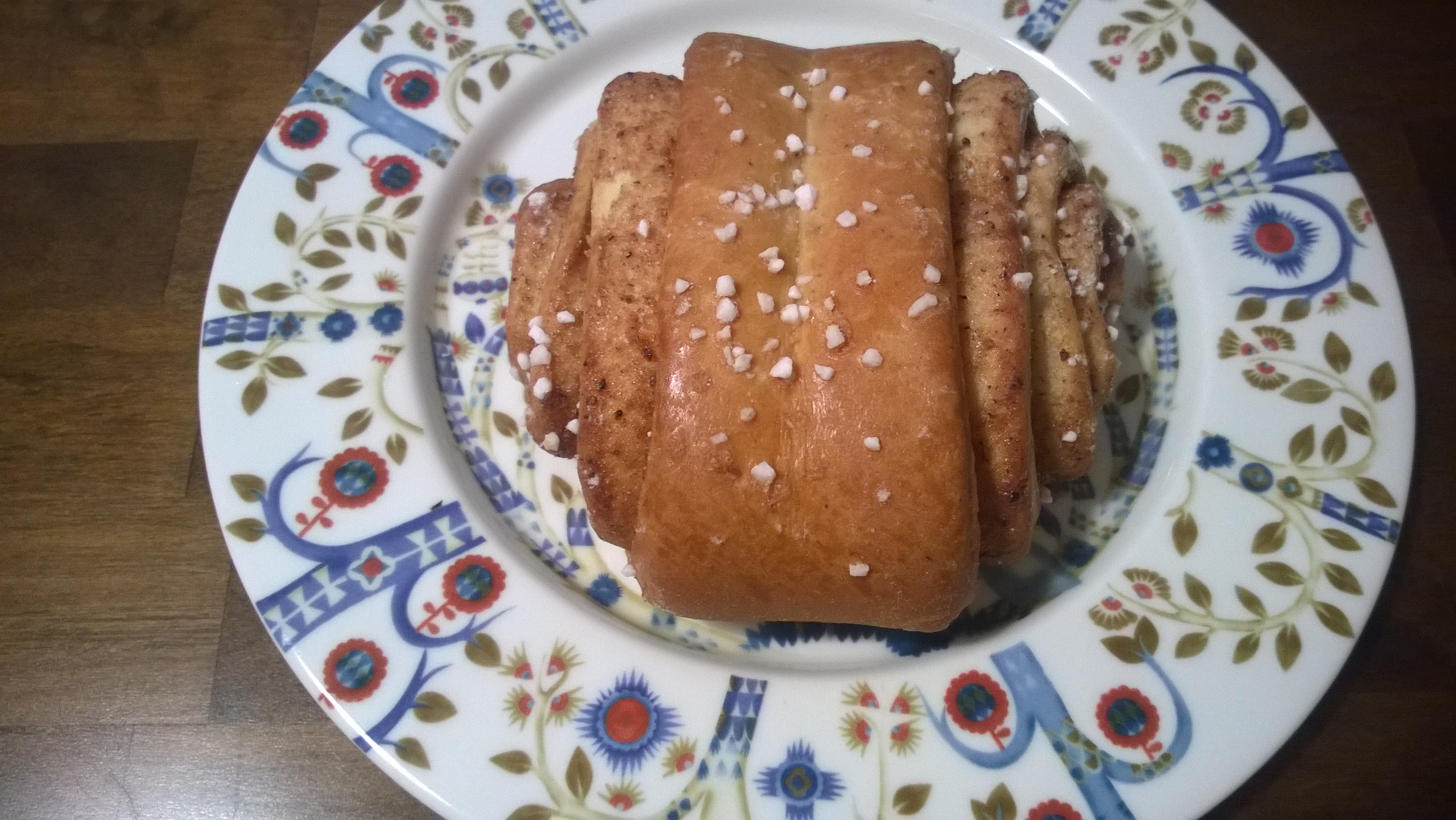
Korvapuusti - Rollo de canela

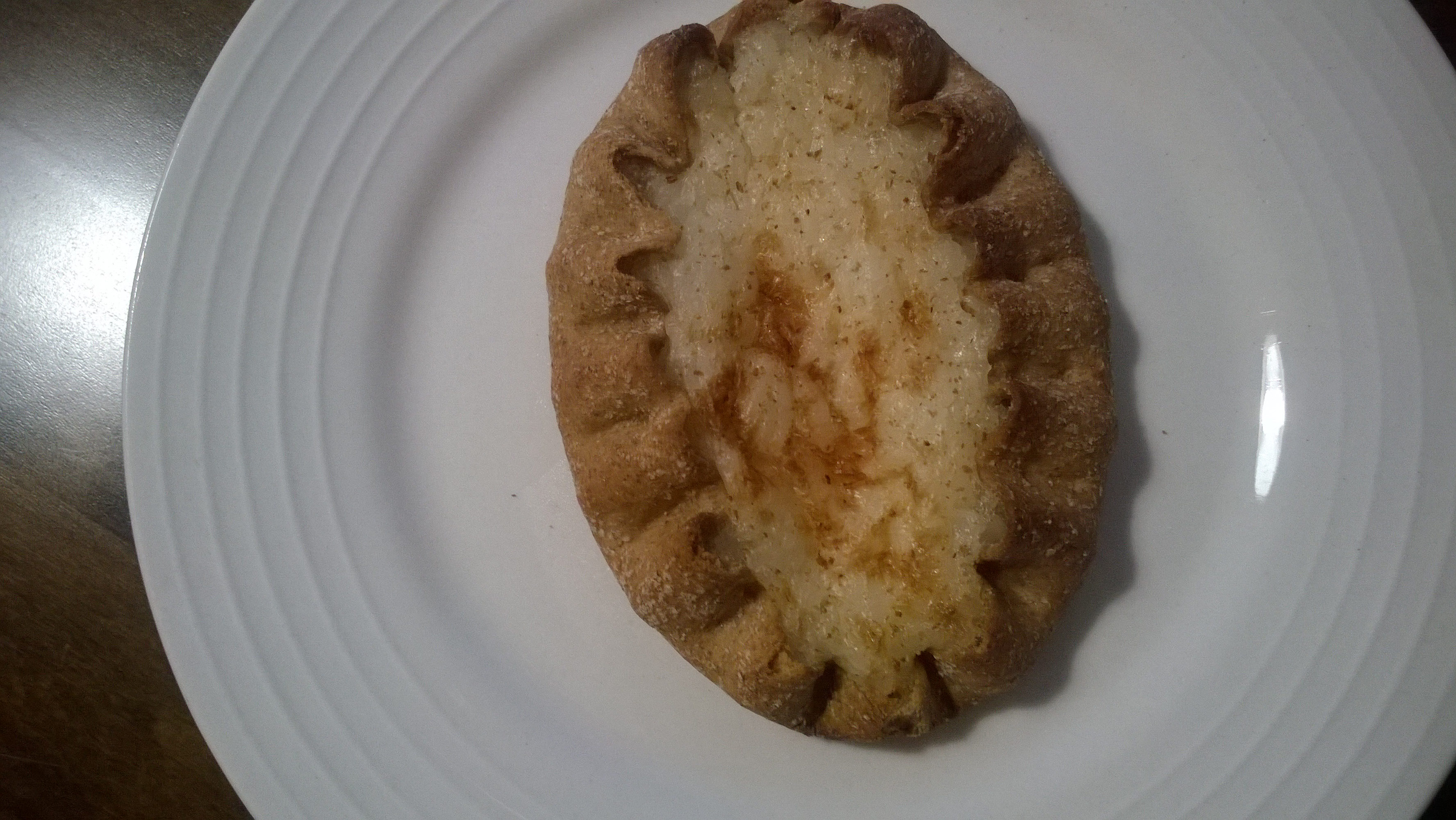
Karjalanpiirakka - empanadilla de Carelia

La gastronomía de Finlandia es conocida por combinar los productos tradicionales del país con las técnicas y el estilo de la cocina continental contemporánea, con una creciente presencia de la alta cocina. Por la situación y la historia del país, su cocina ha recibido influencias de las cocinas sueca y rusa y en el siglo XX recibió la aportación que trajeron los refugiados de Carelia. Las carnes de cerdo y vacuno -y de reno en el Norte-, así como el pescado de agua dulce y de la costa tienen un papel importante en los platos tradicionales, mientras que según las regiones se puede registrar además la presencia de distintos vegetales, tubérculos y setas. Hay una considerable afición a las carnes de la caza: alce, ciervo y aves. Con frecuencia se utilizan cereales integrales (centeno, cebada, avena). También se emplean distintas bayas (arándanos azules, arándanos rojos, arándanos agrios, moras árticas y espino amarillo) para acompañamiento de la comida principal o para la elaboración de postres. La leche y sus derivados se utilizan no solo como bebida sino también en numerosas recetas. En la cocina tradicional se usaban nabos y otros tubérculos europeos, que siguen consumiéndose, pero, al igual que en otros países europeos, la patata se convirtió en el alimento básico preferido tras su introducción a partir del siglo XVI. 

## Características
Antiguamente el clima duro del país impidió la disponibilidad de frutas y verduras frescas durante nueve meses al año y esto causó la dependencia de los tubérculos (primero nabos, luego patatas), pan de centeno y productos lácteos fermentados, acompañados a veces con carne o pescado en conserva. Tradicionalmente no había disponible muchas especias salvo la sal y hierbas frescas como eneldo eran limitadas a los meses de verano. Muchos platos tradicionales finlandeses se preparan guisándolos muchas horas en el horno resultando un sabor soso. Los lagos y los bosques eran históricamente la fuente principal de alimentos y el uso de los productos del bosque es una característica importante de la cocina finlandesa. La simplicidad de la gastronomía finlandesa tradicional se ha transformado en una ventaja con el uso de los productos frescos. Los restaurantes finlandeses modernos mezclan productos finlandeses de alta cualidad con técnicas continentales de cocina.
La internacionalización ha introducido productos importados como pasta, pizza, kebab y hamburguesa que sustituyen los platos tradicionales del día a día como el potaje de col y filetes de arenque báltico.
Además, durante el siglo XX la mayoría de mujeres finlandesas entraron en la población activa, y la mayoría de los platos típicos que requieren mucho tiempo para preparar, se dejan a las vacaciones.
A pesar de la agricultura moderna y el transporte, la comida es cara comparada con los otros países europeos. Aunque el ingreso en la Unión Europea en el año 1995 causó la caída de los precios de los alimentos como cereales, carne y leche hasta un 50 %.  Anteriormente, los impuestos y las prohibiciones totales de importaciones que compitieran con los productos locales limitaban la disponibilidad de alimentos fuera de temporada o de otros países, pero hoy en día los supermercados y restaurantes sirven una gran variedad de comida de todo el mundo. La cocina finlandesa se parece mucho a la cocina sueca, alemana y rusa. 
La diferencia principal con la cocina sueca es la preferencia por comer sin azúcar, por ejemplo el pan de centeno finés no endulza mientras que el sueco lleva mucho jarabe y muchas especias. En cuanto a la diferencia entre la alemana y la rusa, la cocina finlandesa prioriza los ingredientes frescos en las conservas o los encurtidos ahora que las verduras, la carne y el pescado están disponibles durante todo el año.

## Carne
Las carnes más populares en Finlandia son el cerdo, la ternera y el pollo.  Se consume aproximadamente un tercio de la carne en forma de salchichas (makkara), hechas principalmente de cerdo aunque a veces también se mezclan otras carnes. La ganadería del reno es tradicional en la región de Laponia y su carne se consume en todo el país. Además, en Finlandia hay mucha tradición de caza (y pesca); la caza se centra en el venado de cola blanca y el alce, pero también es popular la caza menor como la liebre, el pato real y paloma torcaz. Como las normativas de seguridad alimentaria son muy restrictivas, la carne de alce se consume principalmente en el ámbito doméstico, y pocas veces se puede comer en restaurantes; como alternativa, los restaurantes finlandeses sirven platos de reno.

## Pescado
El pescado siempre ha sido en Finlandia una fuente importante de proteína y los ríos y lagos del país proporcionan muchas oportunidades de pesca. Las principales capturas son el salmón, la farra, la lucioperca, el lucio, la perca, el corégono blanco, y el arenque báltico; también se encuentran el tímalo, la lota, la brema, el gobio o el salvelino. Se consume el pescado frito, hervido, secado, en salazón, fermentado, ahumado en frío o laminado en crudo, y un ejemplo es el salmón, que es muy popular. Es habitual el ahumado aplicado prácticamente a cualquier tipo de pescado. Un plato popular, especialmente entre los sueco-hablantes de la costa, es el arenque ahumado (savusilli en finés, böckling en sueco). Hay muchos estilos de arenque encurtido, preparado en vinagre y con diversas hierbas, un entrante habitual que también se sirve en verano con acompañamiento de uudet perunat ( "patatas nuevas"). Las huevas de farra o corégono son exquisiteces finlandesas que se sirven sobre tostadas o blinis. Los cangrejos de río se pueden encontrar en muchos lagos y arroyos de Finlandia y, especialmente durante agosto, se organizan fiestas temáticas (muy tradicionales entre los finlandeses sueco-hablantes) en las que se sirven cangrejos de río y se bebe alcohol, principalmente el aguardiente akvavit y vodka.

## Bayas
Las bayas salvajes árticas destacan en la cocina finlandesa con su sabor fuerte y su alto contenido en nutrientes. Tradicionalmente, se consumían frescas en verano y secas el resto del año, pero hoy en día se congelan. Actualmente es todavía muy habitual ir a recoger bayas en el bosque. Las frambuesas, los arándanos y los arándanos rojos salvajes se encuentran en casi toda Finlandia, mientras que los arándanos agrios, las moras árticas y los espinos amarillos crecen en zonas más delimitadas. Las bayas se pueden utilizar como ingredientes, comerse solas o en los zumos y mermeladas. Aunque las bayas se utilizan principalmente para el postre, también se sirven con carne, como la salsa ácida de arándanos rojos.

## Pan
En Finlandia, el pan se elabora con cereales como cebada, avena, centeno y trigo, o mezclando diferentes salvado y harinas. Sihtileipä está hecho de una combinación de centeno y trigo. Ruisleipä, pan de centeno oscuro y rico en fibra es un alimento básico de la dieta finlandesa. También hay una variedad de panes planos (rieska), como maitorieska (pan plano de leche), läskirieska (pan plano de cebada con trozos de manteca de la costa oeste finlandesa), perunarieska (pan plano de patata) y näkkileipä (pan de centeno crujiente). A Kainuu, al norte de Finlandia, los panes planos son extremadamente planos y se cuecen en agua descubierto. Las hambrunas del siglo XIX ocasionadas por malas cosechas provocaron que los finlandeses improvisaran el pettuleipä, un pan elaborado con harina de centeno y la capa blanda de floema de la corteza del pino, nutritivo pero insípido y muy duro.

## Gachas
El desayuno finlandés incluye una ración de gachas. Las más habituales son de copos de avena, de centeno o multi-cereales. Sin embargo, hay otras opciones como el mannapuuro (papilla de sémola con leche) y el helmipuuro (papilla de granos de almidón con leche). Las gachas se comen normalmente con leche, azúcar, mantequilla o "kissel" de bayas. Durante el invierno se toman las gachas de arroz con leche (riisipuuro), acompañadas de canela y azúcar y en ocasiones con "kissel" de pasas (luumukiiseli).

## Bebidas
El agua y el café son las bebidas más populares en Finlandia, pero también lo son la leche y el suero de mantequilla (piimä, un tipo de leche fermentada) durante las comidas, incluso entre adultos. A menudo se bebe café varias veces al día y se sirve en todas partes, y el té está disponible en la mayoría de hogares. Hay varios tipos de bebidas alcohólicas caseras como sima (hidromiel), sahti (cerveza tradicional) y kilju (vino de azúcar). A pesar de ser ilegal, hay gente que destila pontikka (moonshine finés). Cuando se acercan las fiestas navideñas se sirve un vino caliente con hierbas llamado glögi así como su versión sin alcohol. Las bayas se utilizan para condimentar licores (como el licor de mora ártica) y para la elaboración de vinos (a partir de grosellas rojas y negras). Las sidras fuertes son una especialidad nacional (como Suecia), así como los combinados lonkero, consistentes originalmente de ginebra y refresco de pomelo.

## Ejemplos de platos finlandeses
- Hernekeitto, sopa de guisantes
- Leipäjuusto, queso fresco finlandés (literalmente queso de pan o queso panero)
- Karjalanpiirakka, empanadilla de Carelia
- Kalakukko, pastel relleno de pescado
- Kesäkeitto, sopa de verduras (literalmente sopa de verano)
- Paistetut muikut, corégonos fritos
- Poronkäristys, guiso de carne de reno
- Karjalanpaisti, guiso careliano
- Graavikala, pescado crudo curado laminado (frecuentemente graavilohi o salmón curado)
- Marjakiisseli, compota espesa de bayas
- Korvapuusti, rollo de canela
- Salmiakki, regaliz salado